# Гоміде
Гоміде (порт. Gomide; МФА: [gu.ˈmi.dɨ]) — парафія в Португалії, у муніципалітеті Віла-Верде. Розташована в північно-західній частині країни, на теренах історичної португальської провінції Дору-Міню. Входить до складу округу Брага. За адміністративним поділом, чинним до 1976 року, терени парафії були складовою провінції Міню. Належить до Бразької архідіоцезії Католицької церкви. Патрон — святий Мамант. Площа — 3,2722 км². Населення — 228 ос. (2011). Слабо урбанізований регіон. Густота населення — 69,68 осіб/км²
. Код — 031320.

## Населення
| Кількість мешканців | Кількість мешканців | Кількість мешканців | Кількість мешканців | Кількість мешканців | Кількість мешканців | Кількість мешканців | Кількість мешканців | Кількість мешканців | Кількість мешканців | Кількість мешканців | Кількість мешканців | Кількість мешканців | Кількість мешканців | Кількість мешканців |
| ------------------- | ------------------- | ------------------- | ------------------- | ------------------- | ------------------- | ------------------- | ------------------- | ------------------- | ------------------- | ------------------- | ------------------- | ------------------- | ------------------- | ------------------- |
| 1864                | 1878                | 1890                | 1900                | 1911                | 1920                | 1930                | 1940                | 1950                | 1960                | 1970                | 1981                | 1991                | 2001                | 2011                |
| 274                 | 259                 | 243                 | 281                 | 270                 | 278                 | 330                 | 368                 | 362                 | 337                 | 295                 | 322                 | 266                 | 253                 | 228                 |